# Owenia venosa
Owenia venosa är en tvåhjärtbladig växtart som beskrevs av Ferdinand von Mueller. Owenia venosa ingår i släktet Owenia och familjen Meliaceae. Inga underarter finns listade i Catalogue of Life.